# Wainwright, Alberta
Wainwright är en ort i Kanada.   Den ligger i provinsen Alberta, i den centrala delen av landet, 2 700 km väster om huvudstaden Ottawa. Wainwright ligger 678 meter över havet och antalet invånare är 5 380.
Terrängen runt Wainwright är platt. Trakten runt Wainwright är nära nog obefolkad, med mindre än två invånare per kvadratkilometer.. Det finns inga andra samhällen i närheten. 
Trakten runt Wainwright består till största delen av jordbruksmark.
Wainwright Airport ligger nära orten.